# Pinos Genil (kommunhuvudort)
Pinos Genil är en kommunhuvudort i Spanien. Den ligger i provinsen Provincia de Granada och regionen Andalusien, i den södra delen av landet, 400 km söder om huvudstaden Madrid. Pinos Genil ligger 777 meter över havet och antalet invånare är 1 236.
Terrängen runt Pinos Genil är huvudsakligen kuperad, men åt sydost är den bergig. Pinos Genil ligger nere i en dal. Runt Pinos Genil är det glesbefolkat, med 12 invånare per kvadratkilometer. Närmaste större samhälle är Granada, 9,6 km väster om Pinos Genil. 